# Дэвис, Лидия
Лидия Дэвис (англ. Lydia Davis; род. 15 июля 1947, Нортгемптон, Массачусетс) — американская писательница, известная прежде всего своими рассказами. Лауреат Международной Букеровской премии за 2013 год. Дэвис известна также как переводчик французской литературы, она переводила на английский произведения Марселя Пруста, Гюстава Флобера, Пьера Жана Жува, Мориса Бланшо, Мишеля Лейриса, Мишеля Фуко, Мишеля Бютора. Член Американского философского общества (2021).

## Биография
Лидия Дэвис выросла в Саутгемптоне и Нью-Йорке. Некоторое время она жила в Австрии, потом переехала на три года в Ирландию, после чего поселилась во Франции, где начала карьеру переводчика. Сначала Дэвис занималась переводом для кинематографа и художественных галерей, впоследствии пришла к художественному переводу. Была замужем за американским писателем Полом Остером. От этого брака у неё остался сын Дэниел. После развода снова вышла замуж, на этот раз за художника Алена Коута, от которого родила сына Тео. Живёт в Нью-Йорке, где преподаёт литературное мастерство в университете Олбани.

## Избранные произведения
- The Thirteenth Woman and Other Stories, Living Hand. 1976.
- Sketches for a Life of Wassilly. Station Hill Press. 1981. ISBN 978-0-930794-45-3.
- Story and Other Stories. The Figures. 1985. ISBN 978-0-935724-17-2.
- Break It Down. Farrar Straus Giroux. 1986. ISBN 0-374-11653-9.
- The End of the Story. Farrar Straus & Giroux. 1994. ISBN 978-0-374-14831-7
- Almost No Memory. Farrar Straus & Giroux. 1997. ISBN 978-0-374-10281-4.

## Публикации на русском языке
- Дэвис Л. Должность при университете Архивная копия от 26 сентября 2013 на Wayback Machine / Пер. с англ. Д. Кузьмина и Е. Козаченко // TextOnly. 2013. № 39.
- Дэвис Л. Что-то со мной не так / Пер. с англ. И. Дорониной. — М.: АСТ, 2016. — 224 с.
- Дэвис Л. Конец  истории.  Роман.  Пер. с англ. Е.Суриц. // Журнал  "Иностранная  литература"  № 2 - 2020.  С.3 - 152.